# Frecce Tricolori
Frecce Tricolori (313. Gruppo Addestramento Acrobatico) – zespół akrobacyjny Włoskich Sił Powietrznych założony w roku 1961.

## Historia

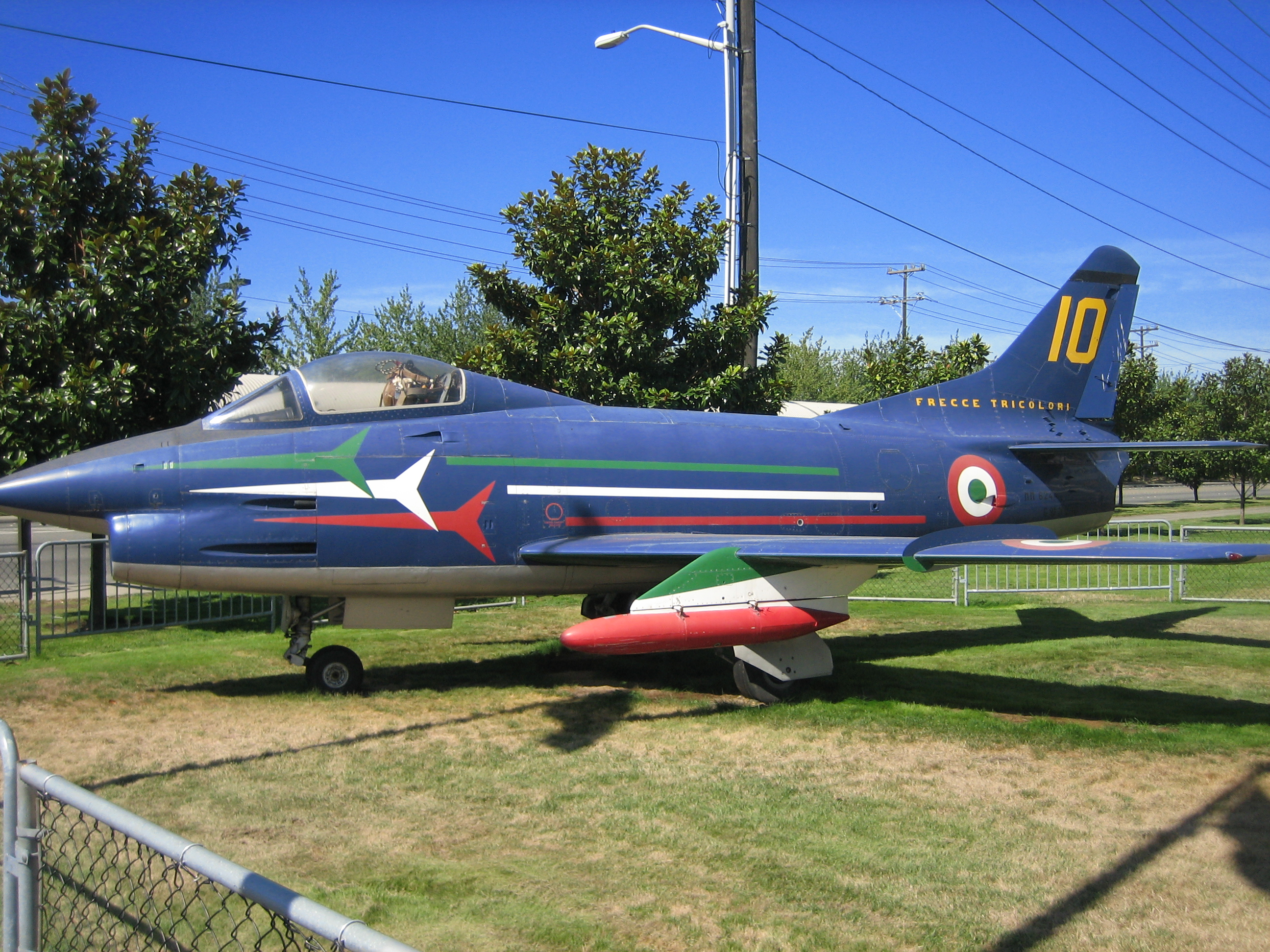
Fiat G.91 w barwach Frecce Tricolori

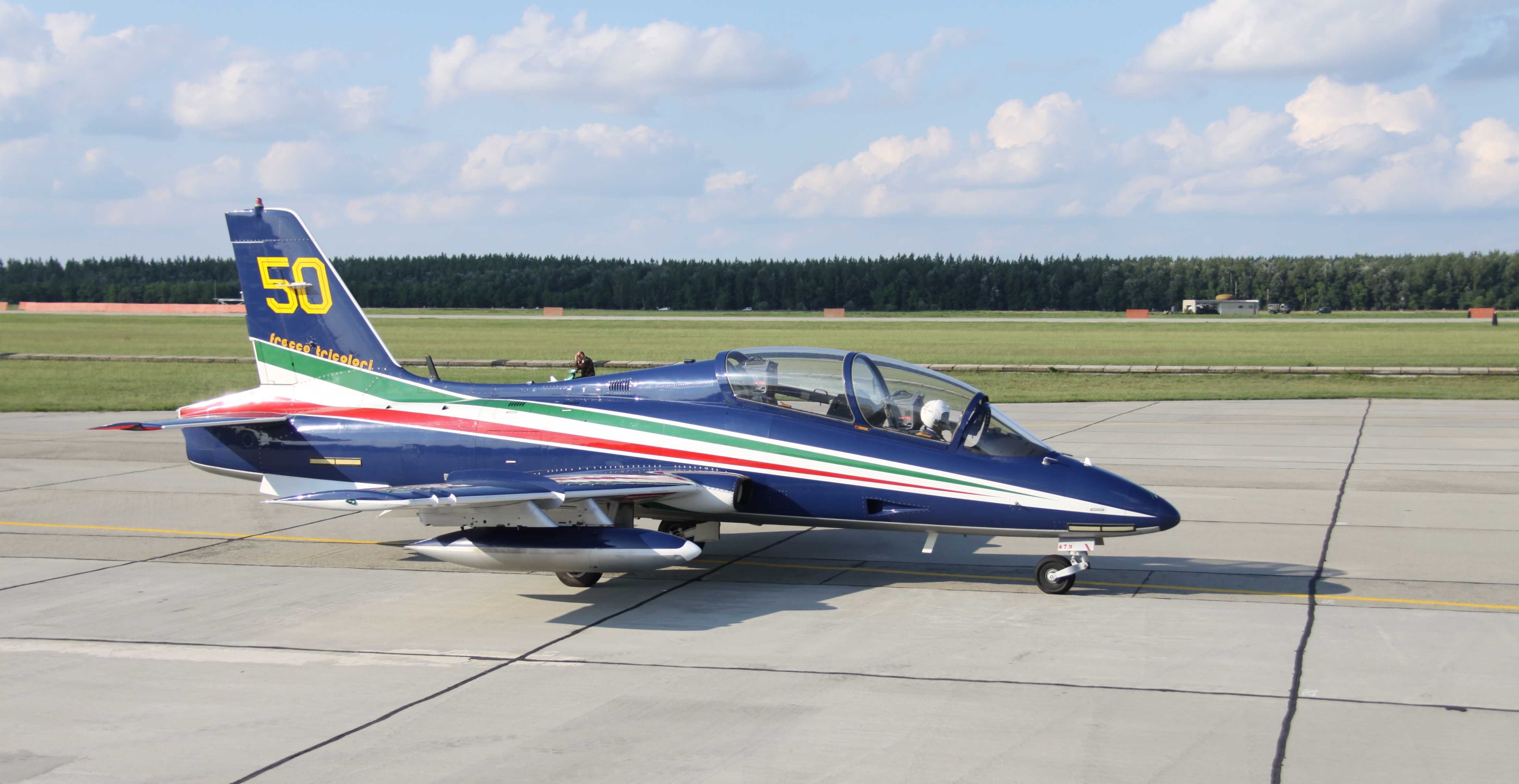
Aermacchi MB-339 w barwach Frecce Tricolori

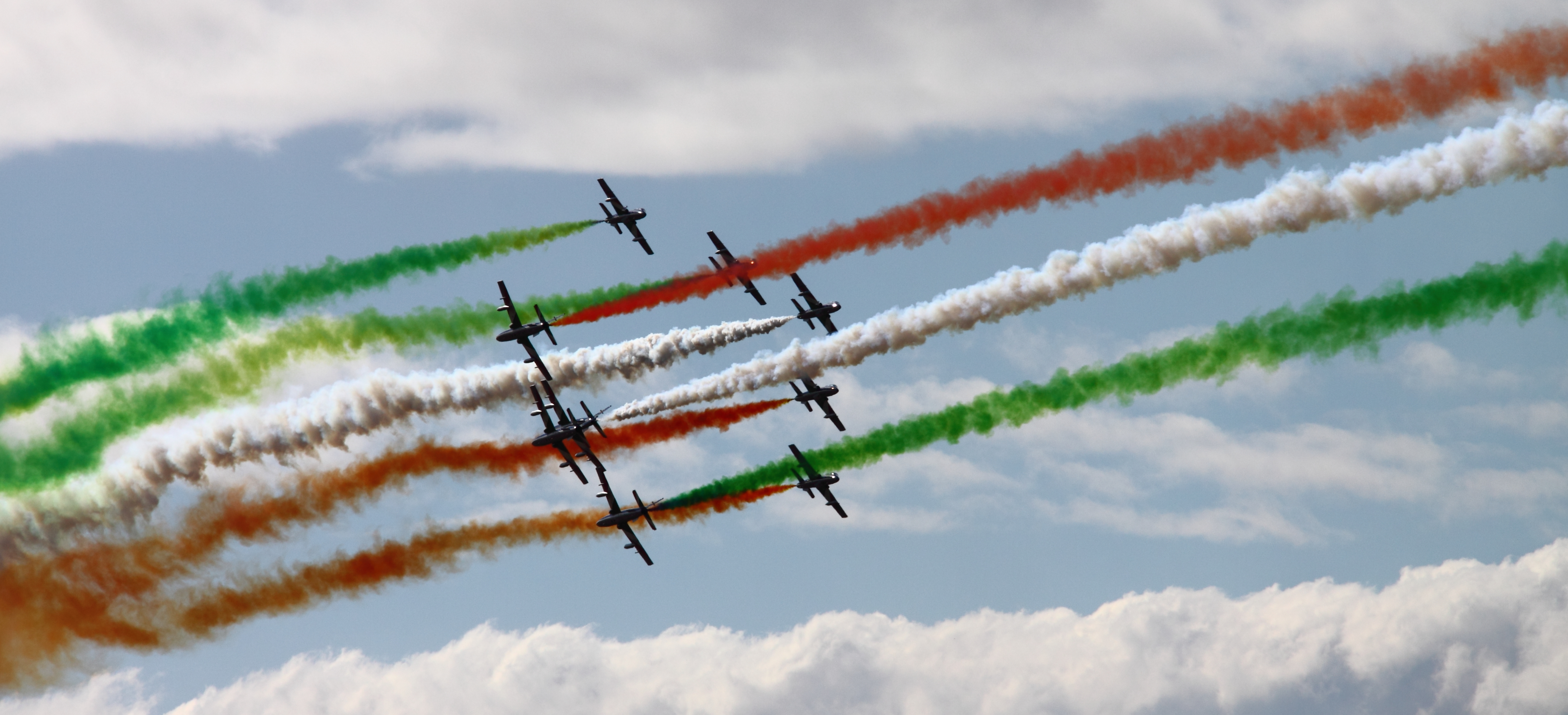
Mijanka

Historia akrobacji lotniczej we Włoszech sięga okresu międzywojennego kiedy to bardzo popularne stało się zakładanie przez jednostki lotnicze Włoch zespołów akrobacyjnych latających na różnych typach samolotów. Po II wojnie światowej znowu wzrosło zainteresowanie akrobacją lotniczą we Włoszech. Zaistniało wtedy wiele znamienitych grup akrobacyjnych m.in. Cavallino Rampante, Getti Tonanti, Diavoli Rossi, Tigri Bianche czy Lanceri Neri. Jednak w 1961 roku podjęto decyzje o sformowaniu jednej, oficjalnej grupy akrobacyjnej.
Początkowo zespół wykorzystywał samoloty amerykańskie F-86 Sabre. W 1964 roku samoloty wymieniono na rodzimej produkcji samoloty Fiat G.91, jednak w późniejszym okresie wybrano odrzutowe samoloty szkolno-treningowe Aermacchi MB-339; od tamtej pory są one użytkowane przez zespół. Grupa prezentuje się w składzie 9 samolotów oraz w pokazach solowych.

## Wypadek lotniczy w Ramstein
Najbardziej znany wypadek w historii zespołu miał miejsce 28 sierpnia 1988 roku podczas pokazów w bazie lotniczej US Air Force mieszczącej się w Ramstein-Miesenbach. Wpadły na siebie trzy samoloty grupy, jeden z nich spadł na publiczność oglądającą pokazy, w wyniku katastrofy zginęło 70 osób. Po tej tragedii, która była największą lotniczą katastrofą na terytorium Niemiec, zaostrzono przepisy dotyczące wykonywania akrobacji lotniczych podczas pokazów z udziałem publiczności.